# Старомоньїнське сільське поселення
Старомо́ньїнське сільське поселення — муніципальне утворення в складі Малопургинського району Удмуртії, Росія. Адміністративний центр — присілок Стара Монья.
Населення — 2042 особи (2015; 2050 в 2012, 2018 в 2010).
До складу поселення входять такі населені пункти:
| Населений пункт           | Населення, осіб (2010) | Населення, осіб (2012) |
| ------------------------- | ---------------------- | ---------------------- |
| Бистрово, присілок        | 106                    | 108                    |
| Верхня Іж-Боб'я, присілок | 97                     | 97                     |
| Ітешево, присілок         | 423                    | 427                    |
| Стара Бурожик'я, присілок | 53                     | 58                     |
| Стара Монья, присілок     | 1339                   | 1360                   |

В поселенні діють середня (Стара Монья) та початкова (Ітешево) школи, 2 садочки (Стара Монья «Тюрагай», Ітешево), 2 фельдшерсько-акушерських пункти, клуби, бібліотека.
Серед промислових підприємств працюють СПК «Надія», СПК «Іскра», ТОВ «СТМК-Агро», ТОВ «Буро-Жик'я», ЗАТ «СТМК-Морозко», ТОВ «Двигун».